# Bollmannia macropoma
Bollmannia macropoma är en fiskart som beskrevs av Gilbert 1892. Bollmannia macropoma ingår i släktet Bollmannia och familjen smörbultsfiskar. IUCN kategoriserar arten globalt som otillräckligt studerad. Inga underarter finns listade.